# Девід Маєр де Ротшильд
Девід Маєр де Ротшильд (англ. David Mayer de Rothschild; нар. 25 серпня 1978, Лондон, Англія) — британський еколог і дослідник навколишнього середовища, глава благодійних організацій Adventure Ecology і Myoo create.

## Біографія
У дитинстві захоплювався спортом, зокрема кінними видами спорту. Потім кинув цю справу, заявивши всім що не бачить в цьому сенсу життя, що у нього грандіозніші плани.
У 1996 році відвідував Оксфорд Брукс (після закінчення Ітона) здобувши ступінь бакалавра з курсів «Політичні науки» та «Інформаційні системи». У 2001 році купив у Новій Зеландії ферму площею 1100 акрів. У 2002 році навчався в Коледжі природної медицини в Лондоні, де отримав диплом другого ступеня.
В організації «Adventure Ecology» здійснено 3 проєкти, лідером яких був Девід де Ротшильд:
- у 2006 році експедиція в Арктику, яка тривала понад 100 днів і була покликана привернути увагу до танення арктичної льодовикової шапки внаслідок глобального потепління;
- у 2007 році експедиція в ліси Еквадору, мета якої привернути увагу до вирубки і забруднення лісів при нафтовидобутку;
- у 2010 році експедиція на судні «Plastiki» (судно з 12 500 пластикових пляшок) з Сан-Франциско в Сідней через Тихий океан, була покликана привернути увагу до забруднення океанів пластиковим сміттям і появи пластикових «островів».

### Родина
Член британської гілки сім'ї Ротшильдів. Молодший син сера Евеліна де Ротшильда (нар. 1931) і Вікторії Скотт (нар. 1949); сестра Джессіка (нар. 1974), брат Ентоні Джеймс (нар. 1977).